# 搬送波
搬送波（はんそうは、英: carrier wave）とは、情報通信において、情報（信号）を送受信するために使用する電波や光などの基本的な波のことである。キャリアとも呼ばれる。
搬送波は、ある特定の周波数の単純な正弦波である。搬送波を変調することにより、波に情報を乗せることができる。変調後の波は、変調波という。受信側は、変調波を復調することにより、映像（静止画・動画）、音響、データ等の情報（信号）を取り出すことができる。様々な周波数の搬送波を使い分けることにより、多重通信が可能となる。
ラジオ放送等で公表されている通信の周波数とは、搬送波の周波数を指す。搬送波は正弦波であるため、ごく狭い周波数帯域幅だが、変調することにより占有する周波数帯域はある程度広がる。占有周波数帯域の広がりは、変調方式によって異なる。